# Gregorio Luri Medrano
Gregorio Luri Medrano   (Azagra, 1955) és un professor de filosofia navarrès.
És doctor en filosofia per la Universitat de Barcelona, llicenciat també en ciències de l'educació, premi extraordinari de llicenciatura en ciències de l'educació i premi de doctorat en filosofia. Ha treballat com a mestre de primària, com a professor de filosofia en batxillerat i com a professor universitari.
Ha publicat diversos textos de caràcter filosòfic. És coordinador del volum La raó del mite (2000), és autor, entre altres textos, del Procés de Sòcrates (1998), Biografies d'un mite (2001) i Guia per a no entendre Sòcrates (2004). També ha escrit L'escola contra el món (2008), on fa un repàs als temes polèmics de l'educació des d'una òptica crítica i optimista. També ha publicat Val més educar. Consells als pares sobre el sentit comú (2014) i Seguint les passes dels almogàvers (2014). El seu darrer llibre és Elogio de las familias sensatamente imperfectas (2017)
Col·labora com a opinador al diari Ara.